# Monstruo de Pope Lick
El hombre cabra o el monstruo de Pope Lick es una criatura legendaria que posee rasgos de humano, cabra y oveja. Se le ha reportado viviendo debajo del puente ferroviario sobre el arroyo Pope Lick, en el vecindario de Fisherville en Louisville, Kentucky (Estados Unidos).

## Leyenda urbana
Existen numerosas leyendas urbanas sobre el origen de la criatura y los métodos que emplea para matar a sus víctimas. Según algunos relatos, la criatura utiliza tanto hipnosis como imitación de voces para atraer a los intrusos hacia las vías de ferrocarril y ser arrollados por un tren. Otros relatos afirman que el monstruo salta desde el puente ferroviario sobre los techos de los automóviles que pasan debajo de este. Aunque otras leyendas cuentan que ataca a sus víctimas con un hacha manchada de sangre y que la sola visión de la criatura es tan perturbadora, que quién la ve al cruzar el puente ferroviario es impulsado a saltar desde éste.
Otras leyendas cuentan que el monstruo es un híbrido de humano y cabra, y que era un fenómeno de circo que juró venganza después de ser maltratado. En una versión, se dice que el monstruo escapó de un tren que se descarriló sobre el puente. Otra versión usualmente narrada por los lugareños es que en realidad el monstruo es la deforme reencarnación de un granjero que sacrificaba cabras para obtener poderes satánicos.[cita requerida]
Las leyendas han convertido la zona en un lugar para legend tripping . Han ocurrido varias muertes y accidentes en el puente ferroviario desde su construcción, a pesar de la presencia de una cerca de 2,4 m de alto para mantener alejados a quienes buscan emociones fuertes.
Entre los investigadores de lo paranormal aficionados existe la errónea creencia que el puente ferroviario está abandonado y ya no se utiliza; en realidad, sobre el puente pasa una línea ferroviaria principal hacia Louisville. Los pesados trenes de carga cruzan el puente varias veces al día, por lo que es fácil que alguien quede atrapado sobre el puente mientras un tren lo cruza. El Ferrocarril del Sur de Norfolk ha instado a los ciudadanos a no subirse al puente ferroviario, diciendo que serán arrestados si son vistos haciéndolo.

## En medios de comunicación
El monstruo fue el tema de la película The Legend of the Pope Lick Monster, filmada en 1988 por el cineasta louisvillense Ron Schildknecht. El cortometraje de 16 minutos y un presupuesto de $6.000 fue estrenado el 29 de diciembre de 1988 en el Uptown Theater. La mayor parte de la película fue filmada en el puente ferroviario de Pope Lick, pero las escenas que mostraban a los protagonistas sobre el puente ferroviario fueron filmadas en otro lugar, más seguro.
Los oficiales del Ferrocarril del Sur de Norfolk se molestaron mucho con la película, ya que creían que animaría a los adolescentes a visitar los puentes ferroviarios. Ellos consideraron una escena de la película como peligrosamente confusa. En esta el protagonista, un estudiante de secundaria, a duras penas escapa al tren que se aproxima al quedarse colgando de un lado del puente ferroviario. En realidad esto sería muy difícil, ya que hay pocas personas que tienen la fuerza para quedarse colgando durante 5 o 7 minutos que demora un tren largo en cruzar el puente de 235,30 m; además, las vibraciones producidas por el tren son tan fuertes que el suelo debajo del puente tiembla mientras el tren pasa, haciendo que el quedarse colgando del puente para evitar ser arrollado sea altamente improbable.[cita requerida]
Como los oficiales de ferrocarril estaban preocupados que la película incrementaría el número de muertos, el Ferrocarril del Sur de Norfolk emitió una declaración, que fue leída en el estreno, que advertía de los peligros de los puentes ferroviarios e informaba al público que cualquiera que fuese sorprendido sobre el puente ferroviario sería acusado por intrusión.
A pesar de las advertencias, el 23 de abril de 2016 una turista de 26 años originaria de Ohio murió después de ser impactada por un tren mientras buscaba al monstruo. Su novio sobrevivió al quedarse colgando de un lado del puente ferroviario.
El relato del monstruo también apareció en un episodio de Monsters and Mysteries in America titulado "Ozarks", en el canal Destination America.